# Teucholabis (Teucholabis) diana
Teucholabis (Teucholabis) diana is een tweevleugelige uit de familie steltmuggen (Limoniidae). De soort komt voor in het Neotropisch gebied.